# Venusia pulchraria
Venusia pulchraria är en fjärilsart som beskrevs av Eduard Friedrich Eversmann 1842. Venusia pulchraria ingår i släktet Venusia och familjen mätare. Inga underarter finns listade i Catalogue of Life.